# Баасистський Ірак
Баасистський Ірак, офіційно — Іракська Республіка (1968–1992), а пізніше — Республіка Ірак (1992–2003), був іракською державою в період з 1968 по 2003 рік, що перебувала під однопартійним правлінням іракського регіонального осередку Арабської соціалістичної партії Баас. Режим виник унаслідок революції 17 липня, яка привела баасистів до влади, й тривав до очолюваного США вторгнення в Ірак у 2003 році.
Партія Баас на чолі з Ахмедом Хасаном аль-Бакром прийшла до влади в Іраку завдяки безкровній революції 17 липня 1968 року, яка повалила президента Абдула Рахмана Аріфа та прем'єр-міністра Тагіра Ях’ю.
До середини 1970-х Саддам Хусейн фактично став лідером країни, хоча аль-Бакр залишався президентом де-юре. Нові політики Саддама стимулювали економіку Іраку, підвищили рівень життя та зміцнили позиції Іраку в арабському світі. Було впроваджено земельну реформу з метою перерозподілу багатства. Однак низка внутрішніх чинників загрожувала стабільності: уряд, у якому домінували суніти, стикався з релігійним сепаратизмом шиїтів та етнічним сепаратизмом курдів. Особливе занепокоєння викликала Друга іраксько-курдська війна, оскільки курдські повстанці отримували значну підтримку з боку Ірану, Ізраїлю та США. Після зіткнень у Шатт-аль-Араб у 1974–1975 роках Саддам зустрівся з іранським монархом Мохаммед Реза Пехлеві та підписав Алжирську угоду, поступившись територіями в обмін на припинення підтримки курдів. Після цього іракська армія відновила контроль над Іракським Курдистаном.
У 1979 році Саддам змінив хворого аль-Бакра на посаді президента та публічно провів чистку партії Баас від опонентів. Стурбований спробами Ірану експортувати революцію в Ірак, Саддам зайняв агресивну позицію щодо Ірану та його нового теократичного лідера Рухолла Хомейні, який відкидав іракські пропозиції миру. У вересні 1980 року Ірак вторгся в Іран, що спричинило восьмирічну війну, яка завершилася безрезультатно у 1988 році. Конфлікт спустошив економіку Іраку, зробивши країну залежною від іноземних позик.
Кувейт, який надавав Іраку кредити, вимагав повернення боргів і збільшив видобуток нафти, знизивши світові ціни та посиливши економічну кризу Іраку. Ірак вимагав, аби Кувейт знизив видобуток, як і ОПЕК. У 1989 році Ірак звинуватив Кувейт у крадіжці нафти, а невдалі переговори призвели до Вторгнення Іраку в Кувейт у серпні 1990 року, що спровокувало Війну в Перській затоці. Ірак утримував Кувейт до лютого 1991 року, коли коаліція з 42 країн витіснила іракські війська. Надалі міжнародні санкції ізолювали Ірак від світових ринків і впродовж 1990-х серйозно підірвали його економіку, яка почала відновлюватися лише у 2000-х, коли дотримання санкцій послабшало. Санкції зазнали широкої критики через їхній згубний вплив на якість життя, що зумовило створення програми «Нафта в обмін на продовольство».
Після атак 11 вересня адміністрація Джорджа Буша почала формувати підстави для вторгнення в Ірак та повалення режиму Саддама, хибно стверджуючи, що Ірак володів зброєю масового ураження та мав зв’язки з Аль-Каїдою. 20 березня 2003 року Ірак атакувала коаліція під проводом США, яка повалила Саддама та до травня окупувала значну частину країни. У грудні 2003 року американські війська захопили Саддама й передали його новому шиїтському уряду Іраку. У 2005–2006 роках Саддам постав перед судом за злочини проти людяності, пов’язані з розправою над шиїтськими повстанцями в Дуджейлі (1982). Після винесення смертного вироку Верховний іракський кримінальний трибунал стратив його 30 грудня 2006 року. Період правління Саддама часто розглядається як найдовший період внутрішньої стабільності Іраку з моменту здобуття незалежності у 1932 році, однак його режим також різко критикувався за масштабні репресії, особливо проти курдського населення.